# Dominio (biochimica)
In biologia molecolare, un dominio proteico è una regione della catena polipeptidica di una proteina che si auto-stabilizza e si ripiega indipendentemente dal resto della proteina. Ciascun dominio è una divisione della struttura terziaria.
Sono zone distinguibili della proteina ma unite da segmenti flessibili di catene polipeptiche.
I domini sono "strutture supersecondarie complesse" delle proteine, da non confondere con le strutture supersecondarie semplici. Spesso sono sufficientemente stabili da esistere nella stessa conformazione (o essere prodotti) isolatamente dalla proteina a cui appartengono.
Si distinguono in:
- Dominio tutto α (paralleli o antiparalleli): formati da alfa eliche.
- Dominio tutto β: formati da foglietti beta.
- Domini misti (o domini α+β): formati da entrambe le strutture secondarie.

Spesso domini diversi hanno diverse funzioni. Per piccole proteine a volte il dominio corrisponde all'intera proteina.